# Il serpente e l'arcobaleno
Il serpente e l'arcobaleno (The Serpent and the Rainbow) è un film del 1988 diretto da Wes Craven. Il film è basato sul libro The Serpent and the Rainbow di Wade Davis.

## Trama
Dennis Allan, un giovane antropologo dell'università di Harvard, si reca ad Haiti per verificare le voci relative al fenomeno dei morti viventi. Qui conosce Marielle Duchamp, una psichiatra legata alla sua gente con tutte le superstizioni e i riti del voodoo, che si mostra subito ben disposta ad aiutarlo nelle sue ricerche per rintracciare Christophe, un maestro di scuola, che è stato reso zombie da un malvagio stregone. Dennis, che rimane sempre più affascinato da quel mondo misterioso e insidioso, è deciso a conoscere fino in fondo la verità sebbene sia ossessionato da orribili visioni. Infatti egli è stato preso di mira dal capitano Dargent Peytraud, stregone dedito alla magia nera nonché capo della polizia segreta di François Duvalier il dittatore di Haiti.
Dopo una serie di avventure Dennis e Marielle riescono a trovare Christophe, ma nessuno ha intenzione di aiutarli nella lotta contro il malvagio stregone. Intanto ad Haiti scoppia la rivoluzione, la dittatura di Duvalier viene abbattuta e la polizia stringe d'assedio la città. Dennis viene catturato da Peytraud che riesce a caricarlo di forza sull'aereo per Boston. Dennis in America è ancora vittima di allucinazioni e, temendo che Marielle sia in pericolo, decide di fare ritorno ad Haiti, dove viene catturato dai sicari di Peytraud prima di essere salvato da Christophe. Dennis affronta Peytraud, che mette in opera tutte le sue arti magiche per abbatterlo, ma gli spiriti voodoo stavolta sono dalla parte dell'americano che riesce ad uccidere il malvagio stregone liberando così le anime di tutti i disgraziati che lui possedeva.

## Produzione
Originariamente l'opera sarebbe dovuta durare 184 minuti, tuttavia la reazione della Motion Picture Association of America del film lo obbligò a forti tagli che hanno portato alla versione definitiva del film. Il budget investito per la produzione del film ammonta a circa 7 milioni di dollari.

## Distribuzione
Il film è stato distribuito nei cinema statunitensi a partire dal 5 febbraio 1988. Nei decenni successivi è stato inoltre distribuito nei formati DVD e Blu Ray.

## Accoglienza

### Pubblico
Il film ha incassato circa 19,5 milioni di dollari al botteghino.

### Critica
Sull'aggregatore Rotten Tomatoes il film riceve il 63% delle recensioni professionali positive con un voto medio di 5,8 su 10 basato su 35 critiche, mentre su Metacritic ottiene un punteggio di 64 su 100 basato su 13 critiche.